# Людвіг Едуард Теодор Лезенер
Людвіг Едуард Теодор Лезенер (нім. Ludwig Eduard Theodor Loesener, 1865–1941) — німецький ботанік, який збирав багато зразків у Німеччині: острів Амрум, Альпи, Шварцвальд, Баварія, острів Рюген і Тіроль у сучасній Австрії. Його спеціальністю були Aquifoliaceae світу. Він також вивчав таксономію роду Ilex.

## Життя
Теодор Лозенер вивчав ботаніку в Лозанні та в Університеті Фрідріха-Вільгельмса в Берліні та отримав ступінь доктора філософії. Отримавши докторський ступінь, Льозенер спочатку працював приватним науковцем завдяки своєму багатству (його батько був учителем природничих наук і малювання в середній школі, мати походила з родини гугенотів, яка займалася важливим садівничим бізнесом у Берліні). У 1896 році він перейшов до Берлінського ботанічного музею в якості асистента, де він був призначений куратором у 1904 році та титульним професором у 1912 році. Його наукова увага була спрямована на систематичну обробку фанерогамів (рослин, які розмножуються з допомогою насіння). Він також відредагував і опублікував рослини, зібрані Едуардом і Кесілі Селерами в Мексиці та Центральній Америці. Крім усього іншого, Лозенер є першим, хто описав падуб Ilex guayusa. 5 березня 1906 року Теодор Лозенер був зареєстрований під реєстраційним номером. 3207 як член Імператорської Леопольдино-Каролінської німецької академії природничих наук. Теодор Лозенер також брав участь у місцевій політиці та працював з 1908 по 1912 рік муніципальним радником у Берліні-Штегліці. У 1920 році вийшов у відставку з політичних мотивів. Він був одружений зі швейцаркою з 1891 року. У пари народилося двоє синів. 

## Праці
- Theodor Lösener, Ludwig Eduard Theodor. (1890), Vorstudien zu einer Monographie der Aquifoliaceen, Inaugural-Dissertation, von Theodor Lösener,... (нім.), Berlin: Druck von Mesch und Lichtenfeld
- Theodor Lösener, Ludwig Eduard Theodor. (1901), Monographia Aquifoliacearum, auctore Th. Loesener. Pars I [-II]. (лат.), Halle: Druck von E. Karras

## Вшанування
1897 р. на честь Л. Е. Т. Лезенера названо рід Loesenera Harms з родини Fabaceae. У 1941 році ботанік Альберт Чарльз Сміт опублікував рід квіткових рослин родини Celastraceae під назвою Loeseneriella на його честь.